# Герхард фон Томбург
Герхард фон Томбург (на немски: Gerhard, Herr von Tomburg; † 1400) е господар на замък Томбург при Райнбах при Бон и на имперския замък Ландскрон при Бад Нойенар-Арвайлер в Северен Рейнланд-Пфалц.
Той е син на Фридрих фон Томбург-Ландскрон († 1420/1422) и съпругата му бургграфиня Кунигунда фон Ландскрон († сл. 1374), наследничка на замък Ландскрон, вдовица на Йохан фон Валдек († 1357/1360), дъщеря на бургграф Герхард V фон Ландскрон († 1345) и Кунигунда фон Мьорз († 1417).

## Фамилия
Герхард фон Томбург се жени 1394 г. за Филипа фон Спанхайм-Лоон-Хайнсберг († пр. 30 април 1425), дъщеря на граф Готфрид II фон Лоон-Хайнсберг († 1395) и херцогиня Филипа фон Юлих († 1390), дъщеря на херцог Вилхелм I фон Юлих († 1361) и Йохана от Холандия-Хенегау († 1374). Те имат две деца:
- Фридрих II фон Томбург († 5 май 1419), женен сл. 1399 г. за графиня Йохана (Анна) фон Бланкенхайм († 21 декември 1444), дъщеря на граф Герхард VIII фон Бланкенхайм († 1406) и Елизабет фон Изенбург-Браунсберг-Вид († 1426)
- Кунигунд фон Томбург († 1419), омъжена за Хайнрих фон Айх

Филипа фон Спанхайм-Лоон-Хайнсберг се омъжва втори път 1400 г. за граф Гумпрехт I фон Нойенар-Алпен († 1429).